# Cultura iberomaurusiana
La cultura iberomaurusiana, nota anche come oraniana (ouchtatiense in letteratura francofona) è una cultura del Paleolitico e del Mesolitico della parte del Magreb che comprende il litorale algerino, quello marocchino da capo Rhir a Tunisi, ma ha anche una diffusione interna, nel medio e alto Atlante marocchino e nell'Atlante sahariano, con insediamenti in grotte e ripari o all'aperto. 

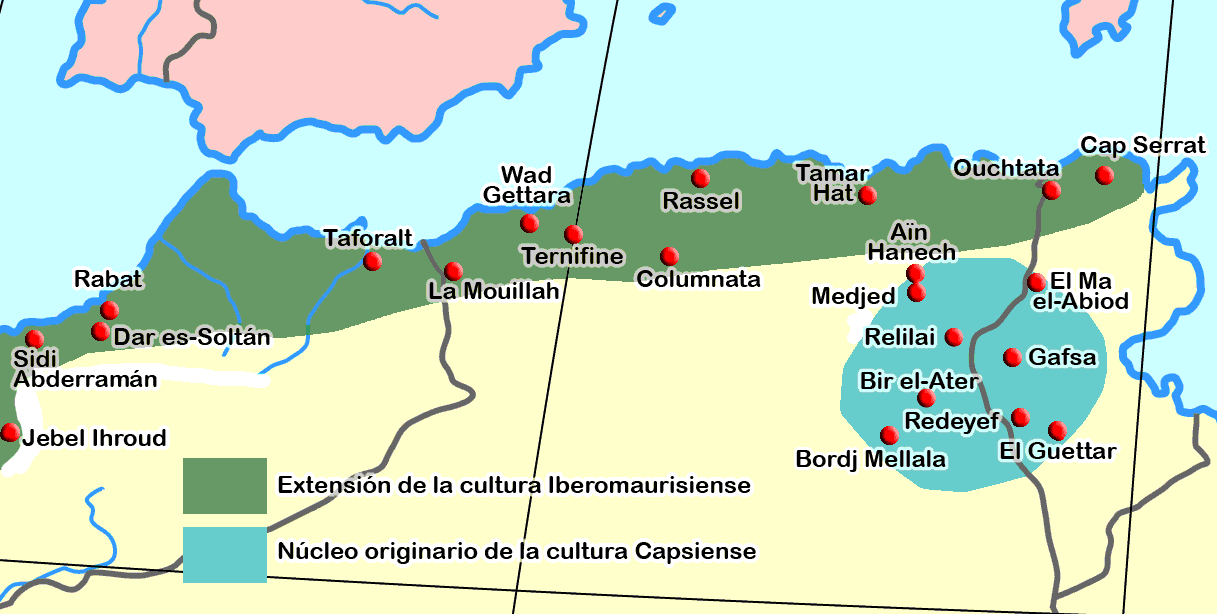
Siti principali della cultura iberomaurusiana. In azzurro è contraddistinto il nucleo del Capsiano tipico.

È stato ipotizzato che fu portata dai cromagnon europei emigrati dalla penisola iberica, gli uomini di Mechta El Arbi, ma ci sono anche indizi che l'industria Iberomaurusiana possa essere derivata dalla cultura di Halfan (17.000 a.C.), della valle del Nilo.
L'inizio di tale cultura vien fatto risalire al 20.000 a.C., mentre le ultime manifestazioni si hanno intorno all'8.550 a.C. con l'avvento della cultura capsiana.
La cultura iberomaurusiana doveva estendersi dal Marocco (non oltre l'Atlante a sud) fino alla Tunisia, dal momento che si osserva una evidente sovrapposizione culturale nella parte orientale con il capsiano tipico (il più antico), che in Tunisia si sviluppò più tardivamente. Entrambe si sviluppano da una cultura originaria denominata ateriano.
Le sepolture sono qualche volta decorate con ocra o accompagnate con resti di cibo o corna di bovini selvatici.
L'industria dell'iberomaurusiano è caratterizzata dalla frequenza di lamelle a dorso abbattuto, da bulini su frattura e da grattatoi corti. Sono evidenti le somiglianze con l'industria del maddaleniano in Spagna (circa 15.000 a.C.).
Le manifestazione artistiche pittoriche o manifatturiere dell'iberomaurusiano sono quasi del tutto assenti. Qualche ornamento della persona, consistente perlopiù in conchiglie forate, è stato reperito nelle sepolture di questa cultura.

## Mutilazioni dentarie
Un aspetto tipico della cultura iberomaurusiana è la regolare presenza di mutilazioni dentarie nei corpi fin qui ritrovati, tanto maschili che femminili. Si trattava normalmente di avulsione degli incisivi superiori, ma a volte di tutti gli incisivi. Si ignora il motivo di questa pratica, che probabilmente era legata a rituali iniziatici (a quanto è dato osservare, essa veniva eseguita intorno ai 10-12 anni), e forse era associata ad un piercing del labbro.
Anche se un legame tra le due cose è molto problematico e impossibile da dimostrare, non si può escludere che un'eco tardiva di questa antichissima pratica sia conservata nel valore che presso i tuareg odierni viene dato alla presenza di una marcata separazione (o diastema) tra gli incisivi superiori come simbolo di bellezza femminile.